# Jean Lambrechts
Jean Lambrechts (Tongeren, 1 juli 1936) is een Belgische componist, muziekpedagoog, dirigent en muziekcriticus. Hij is al sinds jaren woonachtig in Nederland.

## Levensloop
Lambrechts studeerde aan het Koninklijk Conservatorium Brussel en later aan het Conservatoire national supérieur de musique in Parijs bij onder anderen André Jolivet. Daarnaast naam hij deel aan een aantal internationale cursussen. Zo studeerde hij orkestdirectie bij Hans Swarowsky. Als uitvoerend muzikant en kunstenaar trad hij regelmatig en in wisselende functies op. Als docent werkte hij zowel aan het Koninklijk Vlaams Conservatorium Antwerpen in Antwerpen als aan de Rijkshogeschool Maastricht.
Lange jaren was hij bezig als muziekrecensent en publicist voor dagbladen en magazines.
Hij is al sinds 1975 dirigent van het Maastrichts mannenkoor en ook van het Vocal-Ensembles Slava Brunssum. Lambrechts is lid van de muziekcommissie van het Koninklijk Nederlands Zangersverbond en een veel gevraagd jurylid bij zangersfestivals en wedstrijden. Hij was ook dirigent van het Maasland Ensemble.
Lambrechts componeerde een omvangrijk en zeer gevarieerd oeuvre. Hij schreef diverse symfonische werken, waaronder zeven symfonieën, diverse concerten voor instrumenten en orkest, vocale muziek (oratoria, werken voor koor, liederen) en kamermuziek. Voor zijn verdiensten ten aanzien van de Nederlandse muziek werd hij onderscheiden tot Ridder in de Orde van Oranje-Nassau. Verder werd hij bekroond met de titel Limburger van Verdienste en gehuldigd als Markante Tongenaar 2003.

## Composities

### Werken voor orkest
- 1998 Concerto symphonico, voor orgel en orkest
- 1999 Symfonie des Louanges - symfonie nr. 6, voor gemengd koor en orkest - tekst: Paul Claudel
- 2000 De Apocalyps - symfonie nr. 7, voor orkest en harmonieorkest
- 2001 Concert, voor dwarsfluit en orkest
- Concert, voor trompet en orkest
- Concert, voor viool en orkest

### Werken voor harmonie- of fanfareorkest
- 2000 De Apocalyps - symfonie nr. 7, voor orkest en harmonieorkest
- Symfonie nr. 3 "De Bokkenrijders", voor fanfareorkest

### Muziektheater

#### Opera
| Voltooid in | titel                                   | aktes | première | libretto |
| ----------- | --------------------------------------- | ----- | -------- | -------- |
| 2005        | Heaven, I have lost my world, miniopera |       |          |          |

#### Toneelmuziek
- Angst en Ellende in het Derde Rijk - tekst: Berthold Brecht
- De regenmaker, romantische komedie in 12 taferelen[2] - tekst: Nathan Richard Nash (1913-2000) "The Rainmaker", Nederlandse vertaling: N. Bergmans-Withaar

### Vocale muziek

#### Oratorium
- 2004 Kerstoratorium, oratorium voor mannen koor en orkest

#### Werken voor koor
- 1976 Canciones del canto Jondo, liederencyclus voor mezzosopraan, gemengd koor en orkest - tekst: Federico García Lorca
- 1995 4 Geuzenliederen, voor driestemmig gemengd koor (SAB) a capella - tekst: Dick Pieterszoon, Anonymus, Anthonis de Roovere, Jan van Kasteren
  1. Ritornel "De wereldt tiert en raest"
  2. Madrigaal "Den werkman is het werkens eind een lust"
  3. Moraliteit "Die geen pluimen en kan strijken"
  4. Bourdon "Slaat op de trommele van dirridondon deine"
- 1995 Impressions maritimes, voor gemengd koor (SSAATTBB) - tekst: Maryvonne Legrand
- 1996 Absolve Domine, voor gemengd koor a capella[3]
- 1999 Ave Maria, voor driestemmig vrouwenkoor (SMezA) a capella
- 1999 Cantique de Jean Racine, voor vrouwenkoor a capella
- 1999 Terra promissa, voor gemengd koor (SSAATTBB) a capella
- 2003 To remember, voor solisten, mannenkoor en klein orkest
- 2004 Salve Regina, voor vierstemmig vrouwenkoor (SSAA)
- 2006 La Cogida y la Muerte (Ala cinco de la tarde), voor gemengd koor (SSAATTBB) - tekst: Federico García Lorca
- All is Well, voor vrouwen- of mannenkoor
- Canticum triumphale, voor gemengd koor
- Cantiques des ames simples a Notre-Dame, voor gemengd koor (SSAATTBB)
  1. Contemplation (de l'intérieur)
  2. Adoration (louange)
  3. Supplication (d'une évocation terrestre)
- Evocation au très haut, voor gemengd koor - tekst: Jean Racine
- Fünf Stücke zu Tag und Geist, voor gemengd koor - tekst: Rainer Maria Rilke
- Ghirlandeina, voor mannenkoor
- In Flanders Fields, voor mannenkoor - tekst: John Mac Crae
- La Messe des Anges, voor zesstemmig vrouwenkoor (SSSAAA)
- Lied voor duizend koren, voor mannenkoor - tekst: Gustaaf Diels
- Tantum ergo, voor mannenkoor a capella
- Van Overal I, bundeling van 4 volksliedjes voor vrouwenkoor (SSA)
  1. Platofflied
  2. La digue, digue don
  3. The salley gard Kukuleczka
- Van Overal II, bundeling van 3 volksliedjes voor vrouwenkoor (SSA)
  1. Os Limburgs land
  2. Komt vrienden
  3. In os bronsgreun ekehout
- Van Overal III, bundeling van 4 volksliedjes voor vrouwenkoor (SSA)
  1. Jascha spielt auf
  2. A la claire fontaine
  3. The ash grove
  4. Amerikaans volkslied

### Kamermuziek
- 1965 Embryon, voor dwarsfluit solo
- Parisiana, divertissement voor 10 blazers (2 dwarsfluiten, 2 hobo's (2e ook althobo) 2 klarinetten (1e ook altsaxofoon) 2 fagotten (2e ook contrafagot) en 2 hoorns

### Werken voor orgel
- 2011 Cathédrales[4]
  1. Pierres massives
  2. Dans l'ombre de la Cathédrale
  3. Vitraux
  4. Tabernacle / Louanges, voor mezzosopraan en orgel
  5. Gargouilles
  6. Encense
  7. En sortant de la Cathédrale